# Ulex gallii
Ulex gallii, conocida como aulaga occidental o aulaga enana, es un arbusto de hoja perenne de la familia fabaceae originario de las costas atlánticas de Europa occidental: sur de Escocia, Inglaterra, Gales, Irlanda, la Isla de Man, oeste de Francia y la costa norte de España.

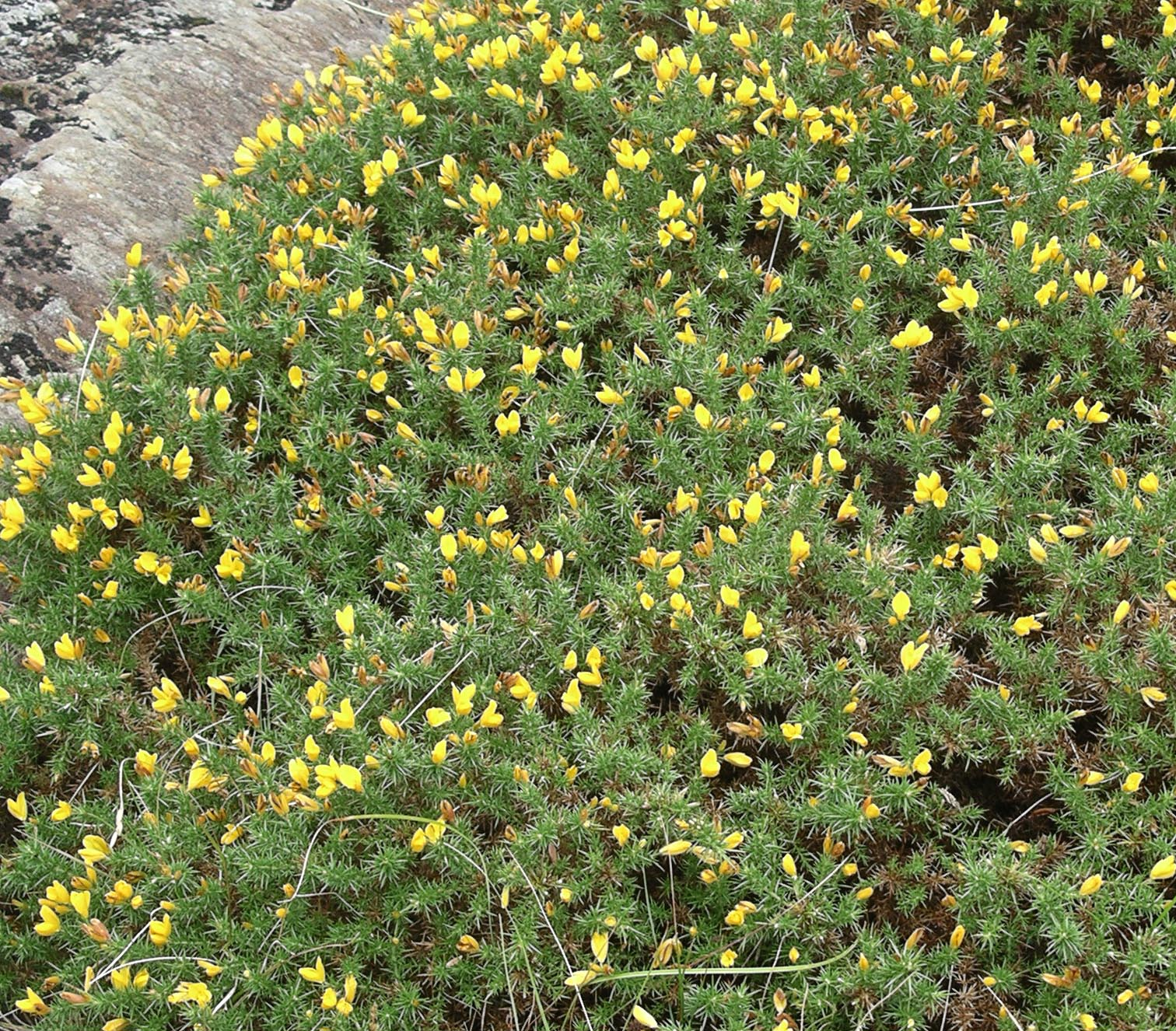
Ulex gallii creciendo en las laderas del Snowdon

Le gustan los suelos ácidos y cargados de brezales, y es frecuente encontrarla en ambientes marítimos y montañosos expuestos. En su distribución, es más común encontrarla en el oeste de los territorios; en el este de Inglaterra es sustituida en hábitats similares por el tojo enano (Ulex minor), estrechamente emparentado, con muy poco solapamiento en la distribución de ambas especies. Descrita por Nicolas Le Gall hacia 1849, fue nombrada por Jules Émile Planchon en su honor.

## Descripción
Ulex gallii suele medir entre 10 y 50 cm de altura, aunque puede alcanzar los 2 m. Los tallos están modificados en espinas, la mayoría de 1 cm (0,4 pulgadas) de largo, pero con algunas espinas recurvadas espaciadas regularmente de unos 3 cm (1 pulgada). Como otros miembros del género ulex, tiene hojas trifoliadas cuando es una plántula, pero más tarde las hojas se reducen a pequeñas escamas o espinas. Los tallos son verdes y sustituyen casi totalmente a las hojas como órganos fotosintéticos funcionales de la planta. Las flores son amarillas, de 1 a 2 centímetros (0,4 a 0,8 plg) de largo, con la estructura típica de la flor del guisante; se producen principalmente a fines del verano y en otoño, rara vez antes de julio. El fruto es una legumbre (vaina), parcialmente encerrada por los restos de color marrón pálido de la flor.

#### Resiliencia
Al igual que muchas especies de aulagas, puede crecer como una planta resiliente al fuego, que se incendia fácilmente pero vuelve a crecer a partir de las raíces tras el incendio; las semillas también están adaptadas para germinar después de ligeros chamuscamientos.

## Taxonomía
Ulex gallii es una especie diploide.

## Hábitat
La especie se distribuye por las costas atlánticas de Europa occidental: sur de Escocia, Inglaterra, Gales, Irlanda, la Isla de Man, oeste de Francia y la Cornisa cantábrica en España.

## Conservación
La especie tiene un rango de distribución estrecho pero sigue siendo común en hábitats adecuados. Como resultado, se ha evaluado como de preocupación menor. 